# Badarna i Asnières

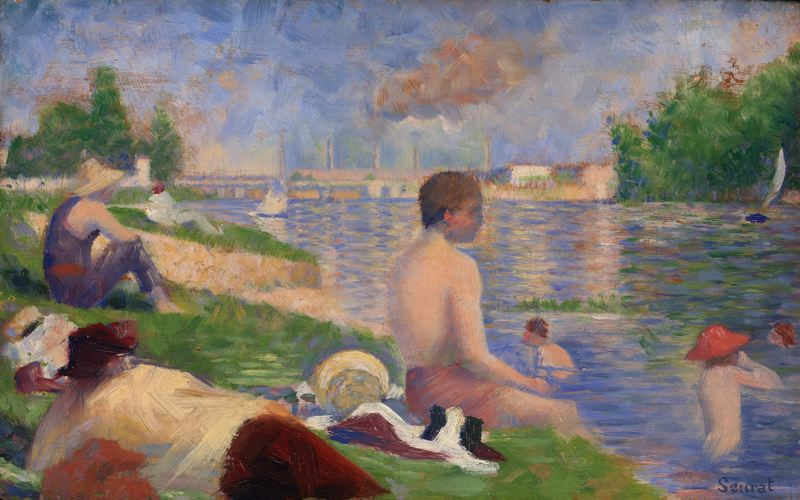
Förstudie (1883) till Badarna i Asnières, Art Institute of Chicago.

Badarna i Asnières (franska: Une baignade à Asnières) är en oljemålning av den franske neoimpressionistiske konstnären Georges Seurat. Den målades 1884 och är sedan 1924 utställd på National Gallery i London. 
Badarna i Asnières var Seurats första mästerverk; han var bara 24 år när den färdigställdes. Han gick mycket metodiskt till väga och med närmast vetenskaplig precision målade han ett tjugotal förberedande skisser och studier. Han målade flera skisser på plats, men den slutliga målningen målade han i ateljé vilket skiljde honom från impressionisterna som förordade intuitivt friluftsmåleri. Den sista studien skiljer sig inte mycket från den färdiga målningen med undantag för dimensionerna. Sista studieversionen är 16 cm hög, 25 cm bred och ingår i Art Institute of Chicagos samlingar. Nationalmuseum i Stockholm äger också en tecknad skiss till Badarna i Asnières.
Seurat lämnade in målningen till Parissalongen där den dock refuserades vilket ledde till att han tillsammans med likasinnade konstnärer grundade Société des artistes indépendants (independenterna). De anordnade samma år en egen utställning där Badarna i Asnières visades. 
Efter Badarna i Asnières började han arbeta med En söndagseftermiddag på ön La Grande Jatte som presenterades på den åttonde och sista impressionistutställningen 1886. Dessa två monumentala målningar har flera likheter. Platsen för Badarna i Asnières är faktiskt inte Asnières utan grannkommunen Courbevoie som ligger utmed Seines vänstra flodbank strax nordväst om Paris. En söndagseftermiddag på ön La Grande Jatte visar helgfirande parisare på ön Île de la Jatte som ligger i floden Seine i höjd med Courbevoie. Öns gröna vegetation syns även till höger i Badarna i Asnières. Målningarna skiljer sig vad gäller klassperspektiv där Badarna i Asnières avbildar arbetarklass med fabrikerna i Clichy i bakgrunden medan En söndagseftermiddag på ön La Grande Jatte visar en välbärgad medelklass.
Tillsammans med Paul Signac kom Seurat att under 1880-talet utveckla den pointillistiska stilen (Seurat föredrog själv termen divisionism). Stilen var inte fullt utvecklad i Badarna i Asnières men tydlig två år senare i En söndagseftermiddag på ön La Grande Jatte.